# Nuvole/'E stelle cadente
Nuvole/'E stelle cadente, pubblicato nel 1960, è un singolo del cantante italiano Mario Trevi

## Storia
Le incisioni sono delle cover di brani presentati quell'anno al Festival di Napoli 1960 da Mario Abbate e Aurelio Fierro (Nuvole) e ancora da Mario Abbate e Marino Marini ('E stelle cadente).

## Tracce
Lato A
- Nuvole (Porcaro-Spizzica-Cimmino)

Lato B
- 'E stelle cadente (Amurri-Panariello-Venturo-Pisano)

## Incisioni
Il singolo fu inciso su 45 giri, con marchio Durium- serie Royal (QCN 1108).
Direzione arrangiamenti: M° Beppe Mojetta.